# Danilo (futbolista nacido en 1979)

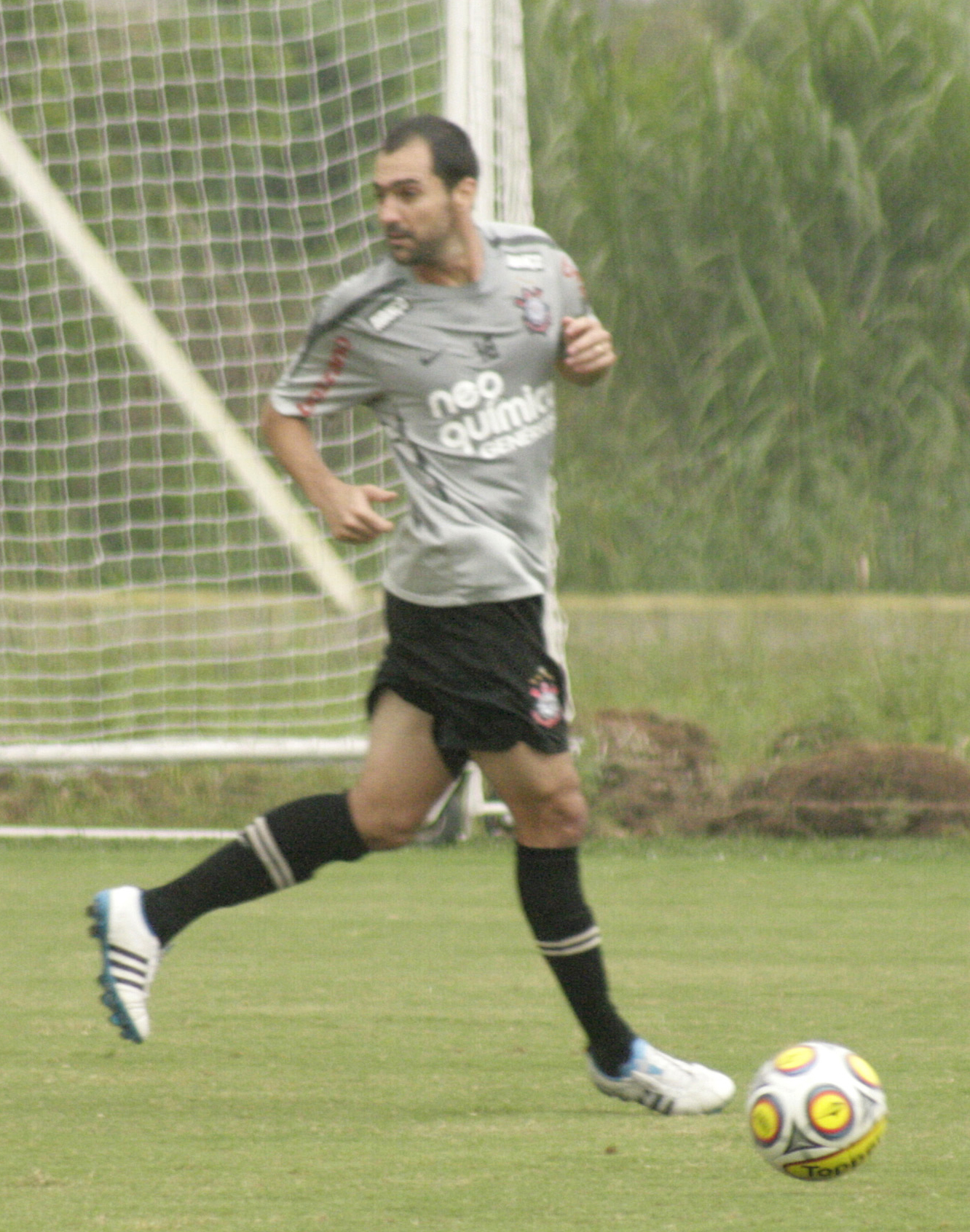
Danilo durante un entrenamiento con el Corinthians en 2011

Danilo Gabriel de Andrade (São Gotardo, Brasil; 11 de junio de 1979), conocido simplemente como Danilo, es un exfutbolista brasileño que se desempeñaba como centrocampista. Hizo gran parte de su carrera en el Corinthians.

## Clubes
| Club                | País                | Año                 | PJ  | Goles |
| ------------------- | ------------------- | ------------------- | --- | ----- |
| Goiás               | Brasil              | 1999 - 2003         | 154 | 35    |
| São Paulo           | Brasil              | 2003 - 2006         | 173 | 34    |
| Kashima Antlers     | Japón               | 2007 - 2009         | 122 | 17    |
| Corinthians         | Brasil              | 2010 - 2018         | 359 | 33    |
| Vila Nova           | Brasil              | 2019                | 15  | 3     |
| Total en su carrera | Total en su carrera | Total en su carrera | 823 | 122   |

## Palmarés

### Campeonatos Regionales
| Título              | Club        | Estado    | Año  |
| ------------------- | ----------- | --------- | ---- |
| Campeonato Goiano   | Goiás       | Goiás     | 1999 |
| Campeonato Goiano   | Goiás       | Goiás     | 2000 |
| Campeonato Goiano   | Goiás       | Goiás     | 2002 |
| Campeonato Goiano   | Goiás       | Goiás     | 2003 |
| Campeonato Paulista | São Paulo   | São Paulo | 2005 |
| Campeonato Paulista | Corinthians | São Paulo | 2013 |
| Campeonato Paulista | Corinthians | São Paulo | 2017 |
| Campeonato Paulista | Corinthians | São Paulo | 2018 |

### Campeonatos nacionales
| Título               | Club            | País   | Año  |
| -------------------- | --------------- | ------ | ---- |
| Campeonato Brasileño | São Paulo       | Brasil | 2006 |
| Copa del Emperador   | Kashima Antlers | Japón  | 2007 |
| J1 League            | Kashima Antlers | Japón  | 2007 |
| J1 League            | Kashima Antlers | Japón  | 2008 |
| Supercopa de Japón   | Kashima Antlers | Japón  | 2009 |
| J1 League            | Kashima Antlers | Japón  | 2009 |
| Campeonato Brasileño | Corinthians     | Brasil | 2011 |
| Campeonato Brasileño | Corinthians     | Brasil | 2015 |
| Campeonato Brasileño | Corinthians     | Brasil | 2017 |

### Campeonatos internacionales
| Título                 | Club        | País      | Año  |
| ---------------------- | ----------- | --------- | ---- |
| Copa Libertadores      | São Paulo   | São Paulo | 2005 |
| Copa Mundial de Clubes | São Paulo   | Yokohama  | 2005 |
| Copa Libertadores      | Corinthians | Brasil    | 2012 |
| Copa Mundial de Clubes | Corinthians | Japón     | 2012 |
| Recopa Sudamericana    | Corinthians | Brasil    | 2013 |